# 哈萊姆河
哈林河（英語：Harlem River）是美国纽约哈林區東側一條可航行的潮汐型水道，全長13公里，連接哈德遜河以及東河。該河也是曼哈頓和布朗克斯的分隔線。